# 三江白塔
三江白塔位于中国四川省井研县三江镇，是一座宋代密檐式塔，2007年6月1日公佈為四川省第七批文物保護單位。2013年3月5日列為第七批全國重點文物保護單位。
三江白塔平面呈方形，共13层，高28米，为密檐式塔型，砖木结构。 